# Список глав государств в 1199 году
Список глав государств в 1198 году — 1199 год — Список глав государств в 1200 году — Список глав государств по годам

## Азия
- Аббасидский халифат — Ан-Насир Лидиниллах, халиф (1180 — 1225)
- Айюбиды —
  - Аз-Захир Гази, эмир Алеппо[англ.] (1193 — 1216)
  - Аль-Адиль I (Сайф ад-Дин), эмир Дамаска[англ.] (1196 — 1218)
  - Муизз аль-Дин Исмаил, эмир Йемена[англ.] (1197 — 1202)
  - Аль-Адиль I (Сайф ад-Дин), эмир Месопотамии[англ.] (1193 — 1200)
  - Аль-Мансур Мухаммад I, эмир Хамы[англ.] (1191 — 1221)
  - Аль-Муджахид Ширкух, эмир Хомса[англ.] (1186 — 1240)
- Анатолийские бейлики —
  - Артукиды —
    - Сокмен II ибн Мухаммад, эмир (Хисн Кайф) (1185 — 1201)
    - Юлюк-Арслан Хусам, эмир (Мардин) (1184 — 1201)

  - Менгджуки (Менгучегиды) — Фахр ад-дин Бахрам-шах, бей (1155 — 1218)
  - Салтукиды — Мама Хатум, правительница (1191 — 1200)
  - Шах-Армениды — Мухаммад ал-Мансур, эмир (1198 — 1206)
- Антиохийское княжество — Боэмунд III, князь (1163 — 1201)
- Восточно-Караханидское ханство —
  - Юсуф II Тамгач-хан, хан (в Кашгаре) (1180 — 1205)
  - Ахмад Кадыр-хан, хан (в Узкенде) (1178 — 1210)
- Грузинское царство — Тамара, царица (1184 — ок. 1213)
- Гуриды — Гийас уд-Дин, султан (1163 — 1202)
  - Баха аль-Дин Сам II, малик (в Бамийане) (1192 — 1206)
- Дайвьет — Ли Као Тонг, император[англ.] (1175 — 1210)
- Дали (Дачжун) — Дуань Чжисин, король (1171 — 1200)
- Западно-Караханидское ханство — Ибрахим III Богра-хан, хан (1178 — 1201)
- Иерусалимское королевство — Изабелла, королева (1192 — 1205)
- Ильдегизиды — Абу Бакр, великий атабек (1191 — 1210)
- Индия —
  - Венад[англ.] — Маниканта Рама Варма Тирувади, махараджа[англ.] (1195 — 1209)
  - Восточные Ганги[англ.] — Раджараджа II, царь[англ.] (1198 — 1211)
  - Западные Чалукья[англ.] — Сомешвара IV, махараджа (1184 — 1200)
  - Какатия — Ганапати, раджа (1199 — 1261)
  - Качари — Охак, царь (ок. 1180 — ок. 1210)
  - Кашмир (Лохара) — Ягадева, царь[англ.] (1188 — 1212/1213)
  - Кхен — Притху, махараджа (1185 — 1228)
  - Пандья — Куласекаран I, раджа (1190 — 1216)
  - Парамара[англ.] — Субхатаварман, махараджа[англ.] (1193 — 1210)
  - Сена — Лакшмана Сена, раджа (1179 — 1206)
  - Соланки — Бхимадева II Бхоло, раджа (1178 — 1242)
  - Хойсала — Вира Баллаладэва II, махараджадхираджа (1187 — 1220)
  - Чандела — Парамарди, раджа (1165 — 1203)
  - Чола — Кулоттунга Чола III, махараджа (1178 — 1218)
  - Ядавы (Сеунадеша) — Джаитуги, махараджа (1192 — 1200)
- Иран —
  -  Баванди — Ардашир I, испахбад (1173 — 1205)
  -  Хазараспиды — Абу Тахир ибн Мухаммад, атабек (1148 — 1203)
- Кедах — Мадзам Шах, султан[англ.] (1179 — 1201)
- Киликийское царство — Левон II, царь (1198 — 1219)
- Кипрское королевство — Амори I, король (1195 — 1205)
- Китай —
  -  Империя Сун  — Нин-цзун (Чжао Ко), император (1194 — 1224)
  - Западное Ся — Хуань-цзун (Ли Чунью), император (1193 — 1206)
  - Каракитайское ханство (Западное Ляо) — Елюй Чжулху, гурхан (1177 — 1213)
  - Цзинь — Ваньянь Мадагэ (Цжан-цзун), император (1189 — 1208)
- Кхмерская империя (Камбуджадеша) — Джайаварман VII, император (1178 — 1218)
- Конийский (Румский) султанат — Рукн ад-дин, султан (1196 — 1204)
- Корея (Корё)  — Синджон, ван (1197 — 1204)
- Лемро — Нгакьон, царь[англ.] (1198 — 1201)
- Мальдивы — 
  - Диней, султан (1193 — 1199)
  - Дихей, султан (1199 — 1214)
- Паган — Ситу II, царь[англ.] (1174 — 1211)
- Полоннарува — Лилавати, царица (1197 — 1200, 1209 — 1210, 1211 — 1212)
- Рюкю — Сюнтэн, ван (1187 — 1237)
- Сельджукиды — Нур ад-Дин Арслан-Шах I, эмир Мосула (1193 — 1211)
- Сунда — Гуру Дармасикса, махараджа (1175 — 1297)
- Графство Триполи — Боэмунд IV, граф (1189 — 1233)
- Тямпа — Сурьяварман, князь (1190 — 1203)
- Государство Хорезмшахов — Ала ад-Дин Текеш, хорезмшах (1172 — 1200)
- Ширван — Шаханшах, ширваншах (1197 — 1200)
- Япония — 
  - Цутимикадо, император (1198 — 1210)
  - Минамото-но Ёритомо, сёгун (1192 — 1199)

## Африка
- Айюбиды — Аль-Мансур, султан Египта (1198 — 1200)
- Альмохады — 
  - Якуб аль-Мансур, халиф (1184 — 1199)
  - Мухаммад ибн Якуб ан-Насир, халиф (1199 — 1214)
- Бенинское царство — Эвека I, оба[англ.] (1180 — 1246)
- Гана — Диара, царь (1180 — 1202)
- Канем — Абд аль Джелил Сельма I ибн Бироку, маи (1194 — 1221)
- Килва — Хусейн ибн Сулейман, султан (1191 — 1215)
- Нри[англ.] — Буифе, эзе[англ.] (1159 — 1259)
- Эфиопия — Наакуето Лааб, император (1159 — 1207)

## Европа
- Англия — 
  - Ричард I Львиное Сердце, король (1189 — 1199)
  - Иоанн Безземельный, король (1199 — 1216)
- Болгарское царство — Калоян, царь (1197 — 1207)
- Босния — Кулин, бан (1180 — 1204)
- Венгрия — Имре, король (1196 — 1204)
- Венецианская республика — Энрико Дандоло, дож (1192 — 1205)
- Византийская империя — Алексей III Ангел, император (1195 — 1203)
- Дания — Кнуд VI, король (1182 — 1202)
- Ирландия —
  - Десмонд — Домналл Мор На Корра Маккарти, король (1185 — 1206)
  - Коннахт —
    - Катал Кробдерг мак Тойрдельбайг, король (1189 — 1224)
    - Катал Каррах, король (1189 — 1202)

  - Ольстер — Руайдри мак Кон Улад мак Дуйнн Слейбе, король (1172 — 1201)
  - Тир Эогайн — Аод Мейх мак Аода О’Нейлл, король (1196 — 1230)
  - Томонд — 
    - Муйрхертах Финн мак Диармайта Мор, король (1194 — 1198, 1203 — 1210)
    - Конхобар Руад мак Домнайлл O’Брайен, король (1198 — 1203)
- Испания —
  - Ампурьяс — Понс III, граф (ок. 1173 — ок. 1200)
  - Арагон — Педро II, король (1196 — 1213)
  - Кастилия — Альфонсо VIII, король (1158 — 1214)
  - Леон — Альфонсо IX, король (1188 — 1230)
  - Майорка (тайфа) — Яхья, эмир (1187 — 1203)
  - Наварра — Санчо VII Сильный, король (1194 — 1234)
  - Пальярс Верхний — 
    - Бернат (Бернардо) III, граф (ок. 1182 — ок. 1199)
    - Гильельма, графиня (ок. 1199 — ок. 1229)

  - Прованс — Альфонсо II, граф (1196 — 1209)
  - Урхель — Эрменгол VIII, граф (1184 — 1209)
- Киевская Русь (Древнерусское государство) — 
  -  Владимиро-Суздальское княжество — Всеволод Юрьевич Большое Гнездо, великий князь Владимирский (1176 — 1212)
  -  Киевское княжество — Рюрик Ростиславич, великий князь Киевский (1173, 1180 — 1181, 1194 — 1201, 1203 — 1204, 1205 — 1206, 1206 — 1207, 1207 — 1210)
  -  Белгородское княжество — Ростислав Рюрикович, князь (1189 — 1203)
  -  Волынское княжество — Роман Мстиславич, князь (1170 — 1188, 1188 — 1199)
  -  Галичское княжество — 
    - Владимир Ярославич, князь (1188, 1189 — 1199)
    - Роман Мстиславич, князь (1188, 1199 — 1205)

  -  Луцкое княжество — Ингварь Ярославич, князь (1180 — 1220)
  -  Муромское княжество — Владимир Юрьевич, князь (1174 — 1203)
  -  Новгород-Северское княжество — Владимир Игоревич, князь (1198 — 1206)
  -  Новгородское княжество — Ярослав Владимирович, князь (1182 — 1184, 1187 — 1196, 1197 — 1199)
  -  Переяславское княжество — Ярослав Мстиславич Красный, князь (1187 — 1199)
  -  Полоцкое княжество — Владимир, князь (ок. 1186 — 1216)
    -  Витебское княжество — Василько Брячиславич, князь (1186 — 1221)

  -  Рязанское княжество — Роман Глебович, князь (1180 — 1207)
    -  Пронское княжество — Всеволод Глебович, князь (ок. 1185 — 1186, 1188 — 1207)

  -  Смоленское княжество — Мстислав Романович Старый, князь (1197 — 1214)
  -  Туровское княжество — Андрей Иванович, князь (1195 — 1223)
  -  Черниговское княжество — Игорь Святославич, князь (1198 — 1201)
- Норвегия — 
  - Сверрир Сигурдссон, король (1184 — 1202)
  - Инге Магнуссон, король (1196 — 1202)
- Островов королевство —
  - Дугал, король Островов и Аргайла (1164 — ок. 1200)
  - Ангус, король Островов и Гарморана (1164 — 1210)
  - Ранальд, король Островов и Кинтайра (1164 — 1209)
  - Рёгнвальд IV, король Островов и Мэна (1187 — 1226)
- Папская область — Иннокентий III, папа римский (1198 — 1216)
- Польша —
  - Краковское княжество — 
    - Мешко III Старый, князь (1198 — 1199, 1199 — 1202)
    - Лешек Белый, князь (1194 — 1198, 1199, 1206 — 1210, 1211 — 1227)

  - Великопольское княжество — Мешко Старый, князь (1138 — 1179, 1181 — 1202)
  - Куявское княжество — Лешек Белый, князь (1194 — 1202)
  - Сандомирское княжество — Лешек Белый, князь (1194 — 1227)
  - Силезское княжество —
    - Нижняя Силезия — Болеслав I Долговязый, князь[англ.] (1173 — 1201)
    - Ратиборское княжество — Мешко I Плясоногий, князь[англ.] (1173 — 1211)

  - Мазовецкое княжество — 
    - Лешек Белый, князь[англ.] (1194 — 1200)
    - Конрад I, князь[англ.] (1194 — 1247)
- Померания —
  - Богуслав II, герцог (1187 — 1211)
  - Казимир II, герцог (1187 — 1211)
- Померелия (Поморье) — Самбор I, князь (1177 — 1205)
- Португалия — Саншу I, король (1185 — 1212)
- Священная Римская империя — 
  - Филипп Швабский, король Германии (1198 — 1208)
  - Оттон IV, король Германии (1198 — 1209)
  - Австрия — Леопольд VI, герцог (1198 — 1230)
  - Ангальт — Бернхард I, граф (1170 — 1212)
  - Бавария — Людвиг I, герцог (1183 — 1231)
  - Баден — 
    - Герман V, маркграф (1190 — 1243)
    - Генрих I, маркграф (1190 — 1231)

  - Бар — Тибо I, граф (1190 — 1214)
  - Берг — Адольф III, граф (1189 — 1218)
  - Брабант — Генрих I Смелый, герцог (1183 — 1235)
  - Бранденбург — Оттон II, маркграф (1184 — 1205)
  - Бургундия (графство) — Оттон I, пфальцграф (1189 — 1200)
  - Вальдек — Герман I, граф (1184 — 1224)
  - Веймар-Орламюнде[нем.] — Зигфрид III, граф (1176 — 1206)
  - Вестфалия — Адольф I фон Альтена, герцог (архиепископ Кельна) (1193 — 1205, 1212 — 1215)
  - Вюртемберг —
    - Гартман, граф (1181 — ок. 1240)
    - Людвиг III, граф (1181 — ок. 1241)

  - Гелдерн — Оттон I, граф (1182 — 1207)
  - Голландия — Дирк VII, граф (1190 — 1203)
  - Гольштейн — Адольф III, граф (1164 — 1203)
  - Каринтия — Ульрих II, герцог (1181 — 1201)
  - Клеве — Арнольд II (III), граф (1198 — 1201)
  - Лимбург — Генрих III, герцог (1167 — 1221)
  - Лотарингия — Симон II, герцог (1176 — 1205)
  - Лужицкая (Саксонская Восточная) марка — Конрад II, маркграф (1190 — 1210)
  - Люксембург — Эрмезинда, графиня (1197 — 1247)
  - Марк — Адольф I, граф (1198 — 1249)
  - Мейсенская марка — Дитрих I, маркграф (1198 — 1221)
  - Мекленбург — Генрих Борвин I, князь (1178 — 1227)
  - Мерания — Бертольд IV, герцог (1180 — 1204)
  - Монбельяр — Ричард I, граф (1195 — 1204)
  - Монферрат — Бонифаций I, маркграф (1192 — 1207)
  - Намюр — Филипп I, маркграф (1195 — 1212)
  - Нассау — 
    - Генрих II, граф (1198 — 1247)
    - Роберт IV, граф (1198 — 1230)

  - Ольденбург — Мориц I, граф (1167 — 1209)
  - Рейнский Пфальц — Генрих V, пфальцграф (1195 — 1212)
  - Саарбрюккен — Симон II, граф (1182 — 1207)
  - Савойя — Томас I, граф (1189 — 1233)
  - Саксония — Бернхард III, герцог (1180 — 1212)
  - Салуццо — Манфред II, маркграф (1175 — 1215)
  - Тироль — Альбрехт IV, граф (1190 — 1253)
  - Трирское курфюршество — Иоанн I, курфюрст (1189 — 1212)
  - Тюрингия — Герман I, ландграф (1190 — 1217)
  - Церинген — Бертольд V, герцог (1186 — 1218)
  - Чехия — Пржемысл Отакар I, король (1198 — 1230)
    - Моравская марка — Владислав Йиндржих, маркграф (1192 — 1194, 1197 — 1222)
    - Оломоуцкое княжество — 
      - Владимир, князь (1194 — 1200)
      - Бржетислав, князь (1194 — 1201)

  - Швабия — Филипп, герцог (1196 — 1208)
  - Шверин — 
    - Гунцелин II, граф (1195 — 1220)
    - Генрих I Черный, граф (1195 — 1228)

  - Эно (Геннегау) — Бодуэн VI, граф (1195 — 1205)
  - Юлих — Вильгельм II, граф (1176 — 1207)
- Сербия (Рашка) — Стефан II Первовенчанный, великий жупан (1196 — 1202, 1204 — 1217)
- Сицилийское королевство — Федерико II, король (1197 — 1212, 1217 — 1250)
- Уэльс —
  - Гвинед — Лливелин Великий, принц (1195 — 1240)
  - Дехейбарт — Грифид ап Рис II, король (1197 — 1201)
  - Поуис Вадог — Мадог ап Грифид Майлор, король (1191 — 1236)
  - Поуис Венвинвин — Гвенвинвин ап Оуайн, король (1195 — 1208, 1212 — 1216)
- Франция — Филипп II Август, король (1180 — 1223)
  - Аквитания — Алиенора, герцогиня (1137 — 1204)
    - Арманьяк — Жеро IV Транкалеон, граф (1193 — 1215)

  - Ангулем — Эмар I, граф (1186 — 1202)
  - Анжу — 
    - Ричард I Львиное Сердце, граф (1189 — 1199)
    - Иоанн Безземельный, граф (1199 — 1204)

  - Блуа — Людовик, граф (1191 — 1205)
  - Бретань — Артур I, герцог (1196 — 1203)
  - Булонь — Ида Булонская, графиня (1173 — 1216)
  - Бургундия (герцогство) — Эд III, герцог (1192 — 1218)
  - Вермандуа — Элеонора, графиня (1191 — 1213)
  - Макон — Гильом IV, граф (1184 — 1224)
  - Невер — 
    - Пьер де Куртене, граф (1193 — 1199)
    - Матильда де Куртене, графиня (1199 — 1257)

  - Нормандия — 
    - Ричард I Львиное Сердце, герцог (1189 — 1199)
    - Иоанн Безземельный, герцог (1199 — 1204)

  - Овернь — Ги II, граф (1195 — 1222)
  - Прованс — Раймунд VI Тулузский, маркиз (1194 — 1222)
  - Тулуза — Раймонд VI, граф (1194 — 1222)
  - Фландрия — Бодуэн IX, граф (1195 — 1205)
  - Фуа — Раймунд Роже, граф (1188 — 1223)
  - Шалон — Беатрис, графиня (1192 — 1227)
  - Шампань — Тибо III, граф (1197 — 1201)
- Швеция — Сверкер II Карлссон, король (1196 — 1208)
- Шотландия — Вильгельм I Лев, король (1165 — 1214)

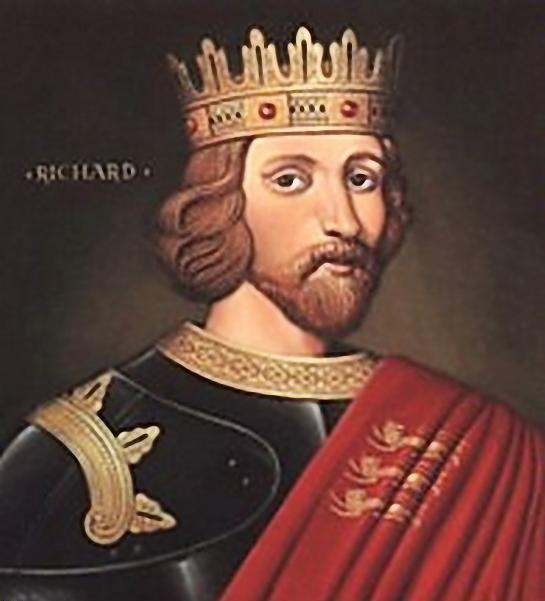
Ричард I Львиное Сердце 1189-1199 Король Англии
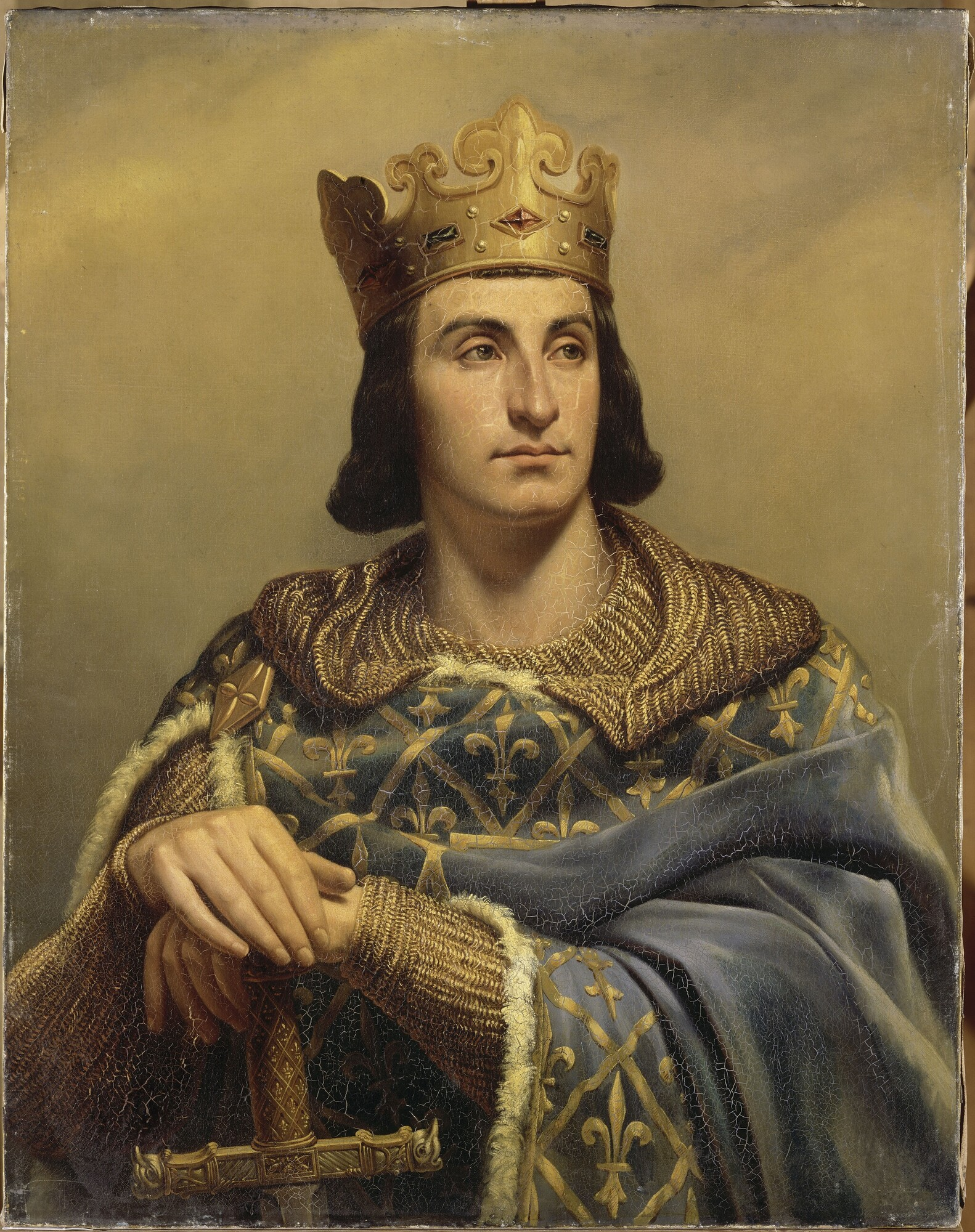
Филипп II Август 1180-1223 Король Франции
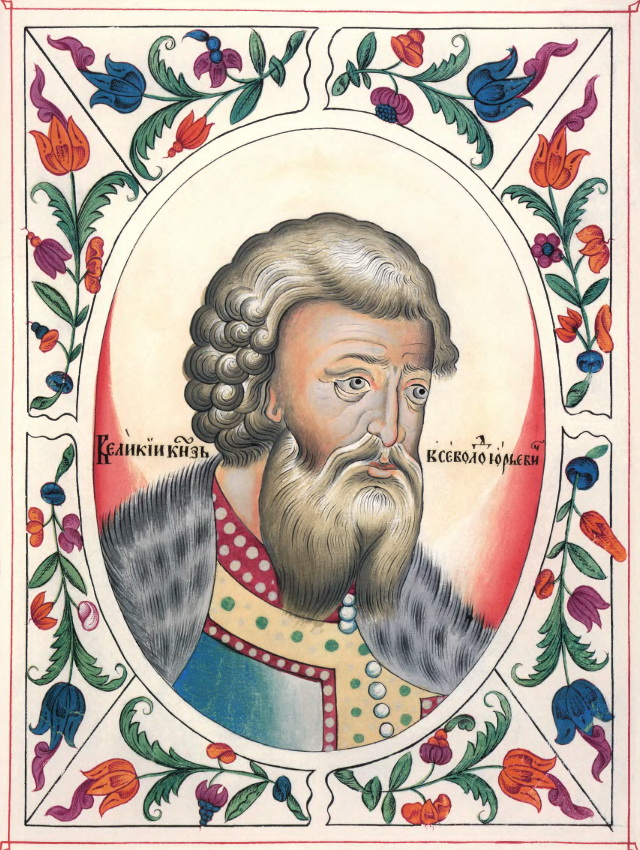
Всеволод Юрьевич Большое Гнездо 1176-1212 Великий князь Владимирский
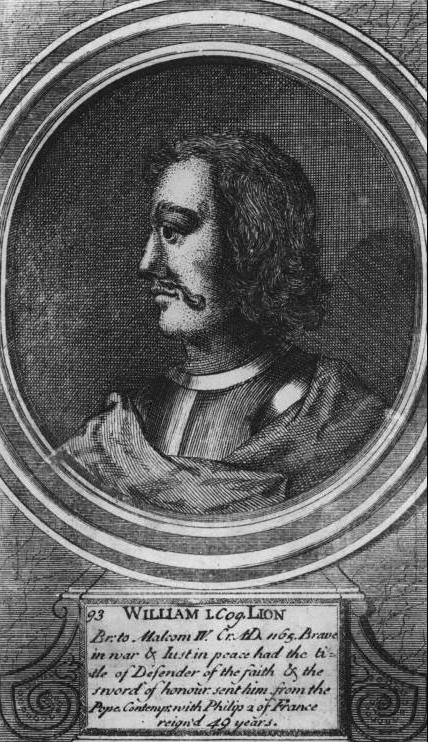
Вильгельм I Лев 1165-1214 Король Шотландии
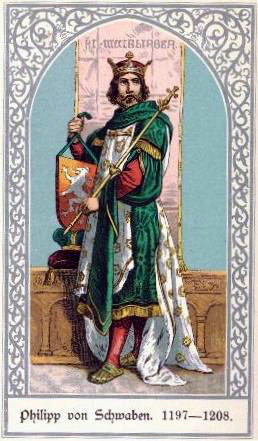
Филипп Швабский 1198-1208 Король Германии
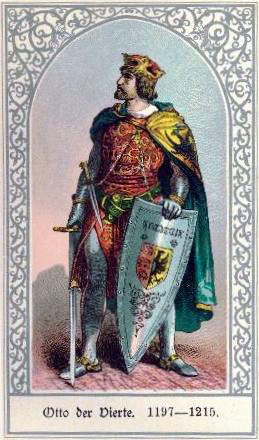
Отто IV 1198-1209 Король Германии
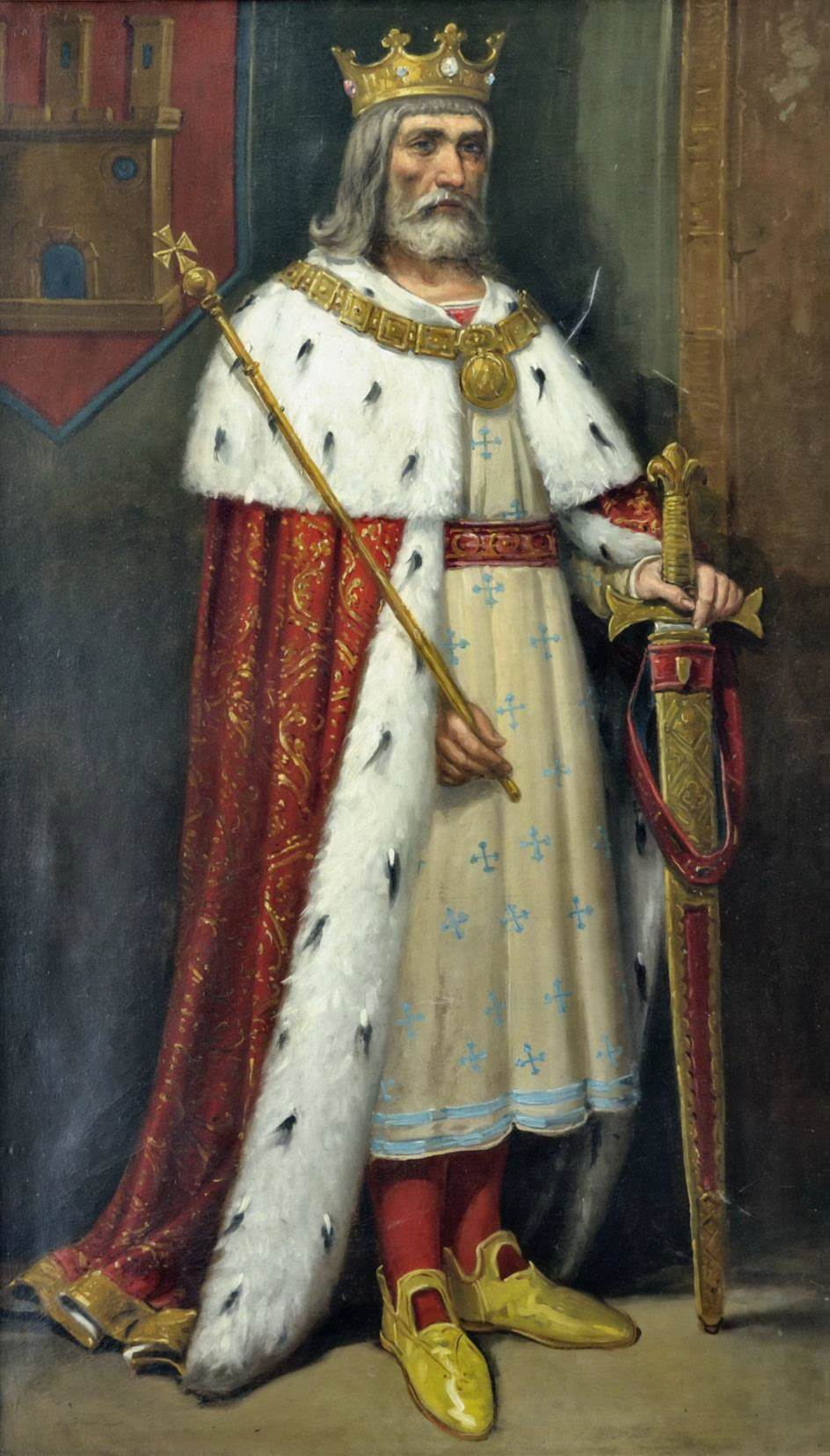
Альфонсо VIII 1158-1214 Король Кастилии
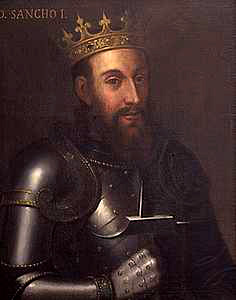
Саншу I 1185-1212 Король Португалии
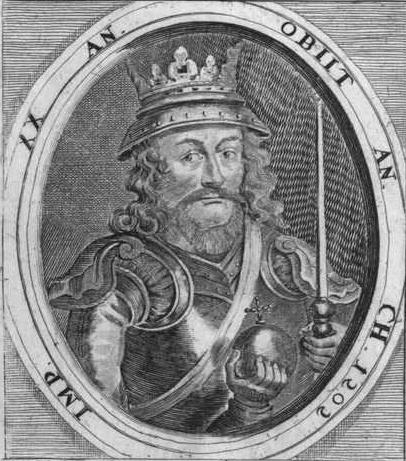
Кнуд VI 1182-1202 Король Дании
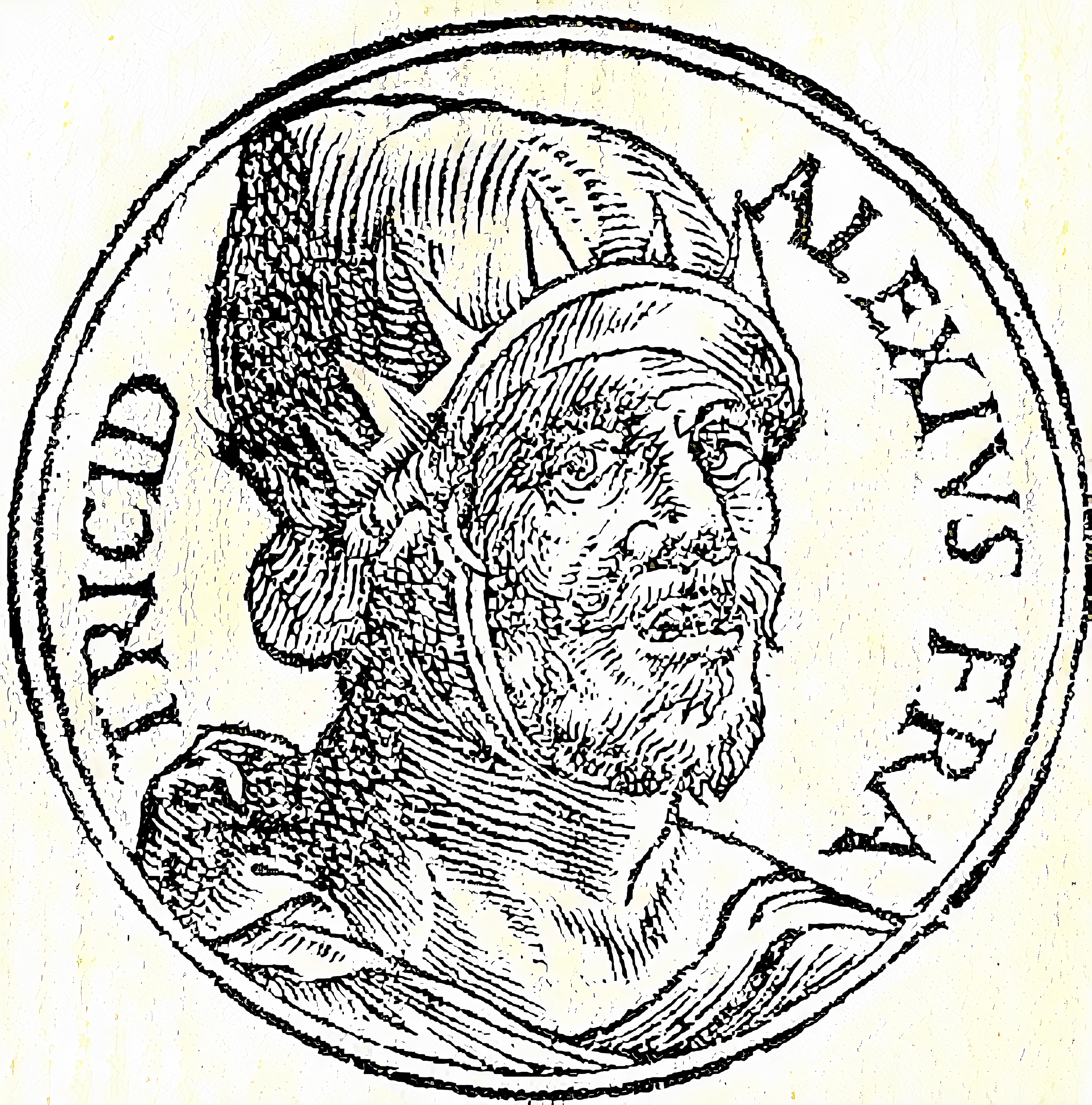
Алексей III Ангел 1196-1203 Император Византии
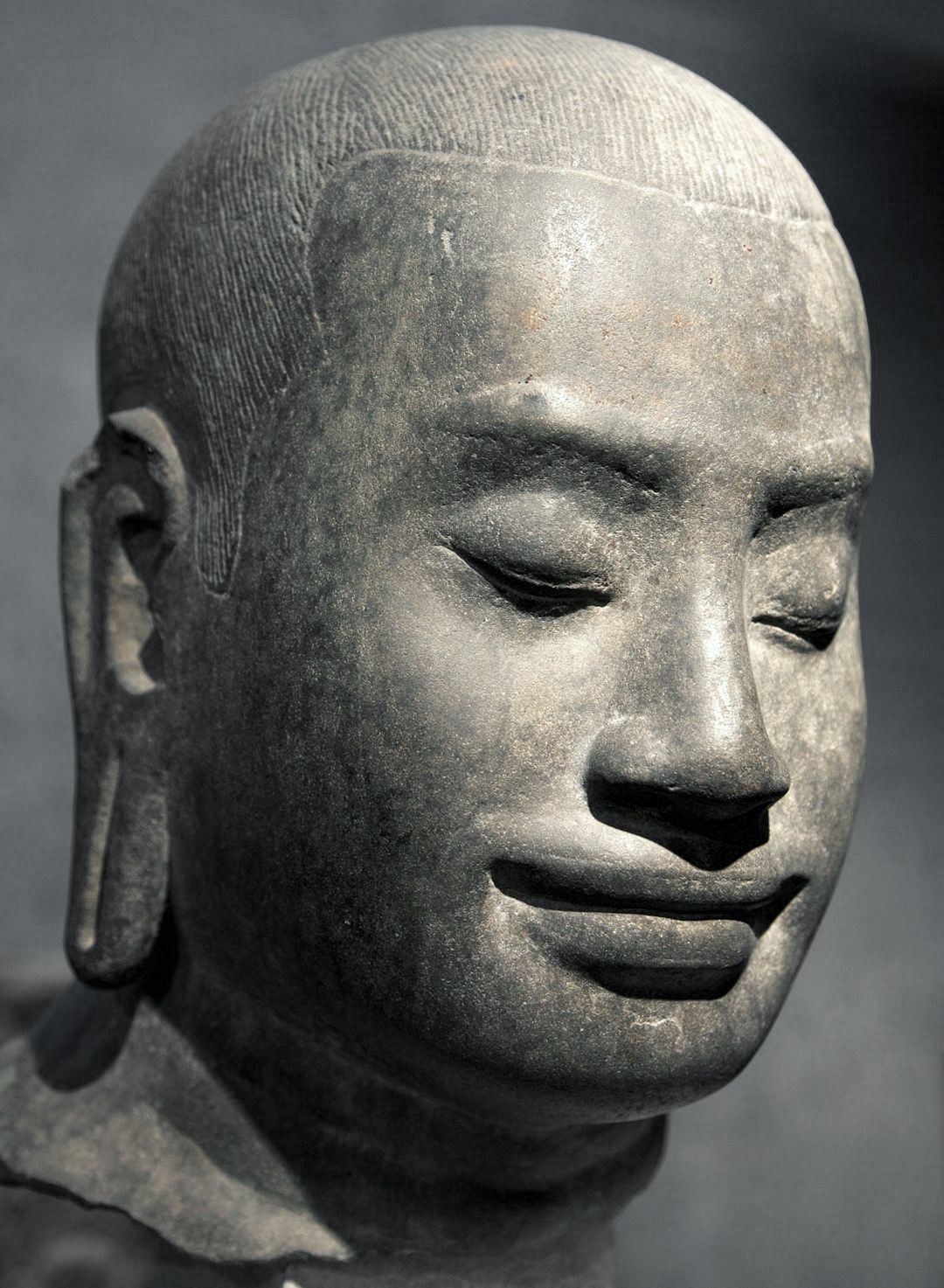
Джайаварман VII 1178-1218 Император Кхмерской империи
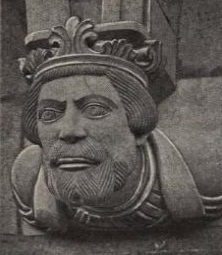
Сверрир Сигурдссон 1184-1202 Король Норвегии
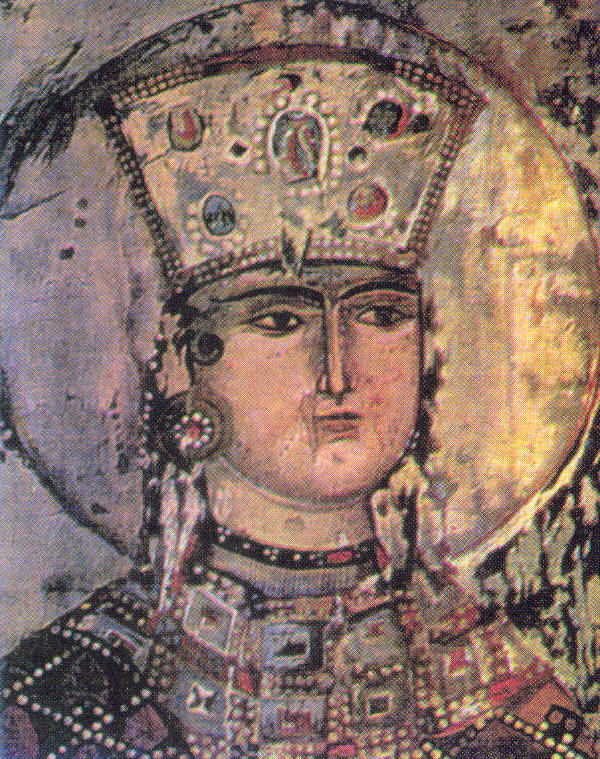
Тамара 1184-1213 Царица Грузии
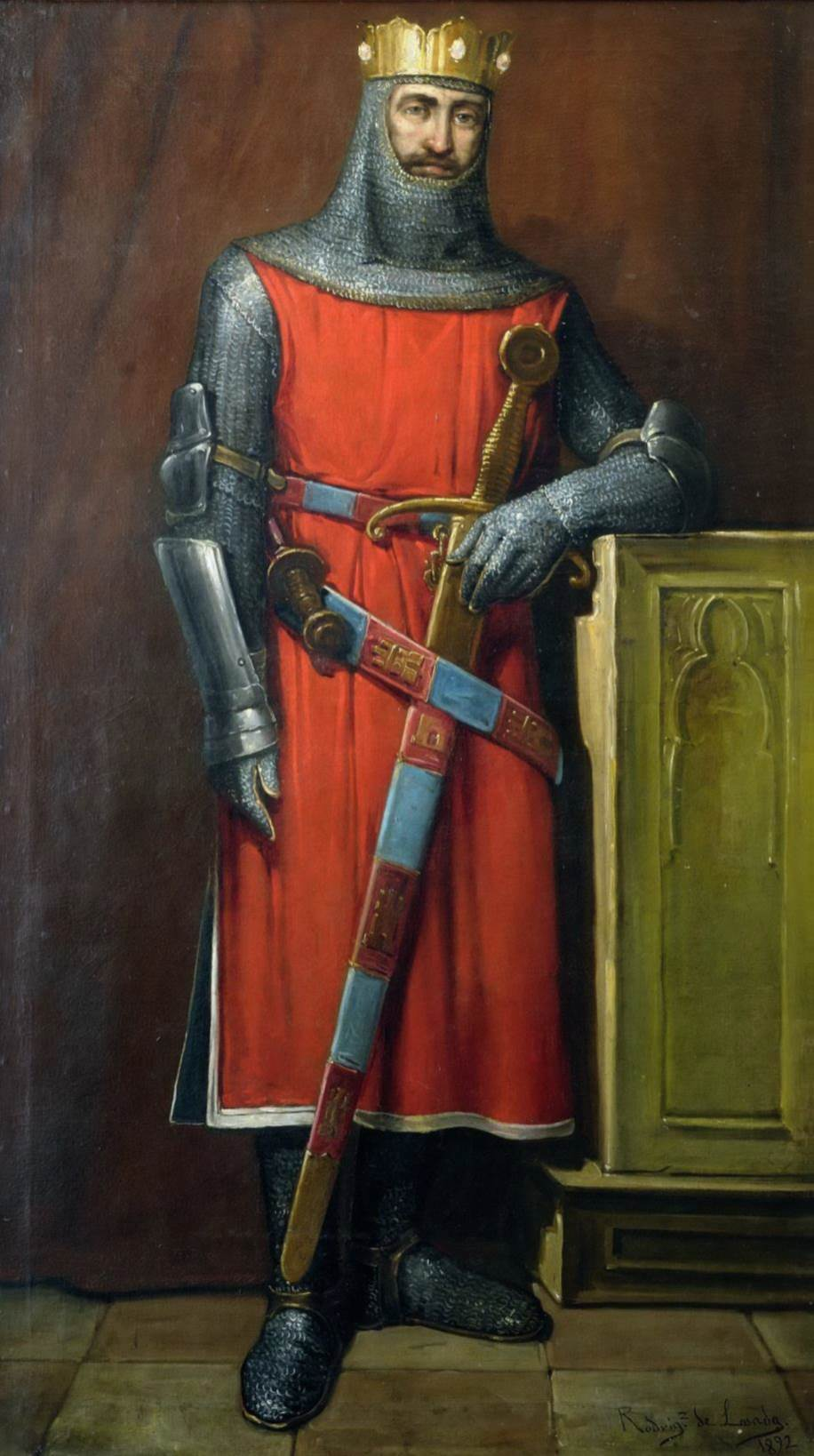
Альфонсо IX 1188-1230 Король Леона
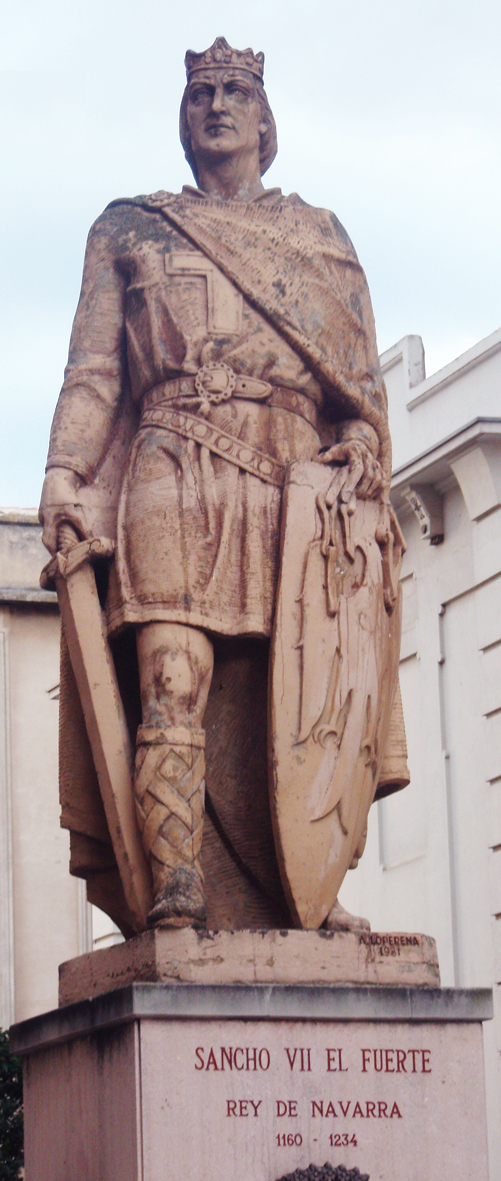
Санчо VII Сильный 1194-1234 Король Наварры
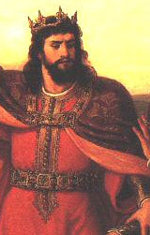
Имре 1196-1204 Король Венгрии
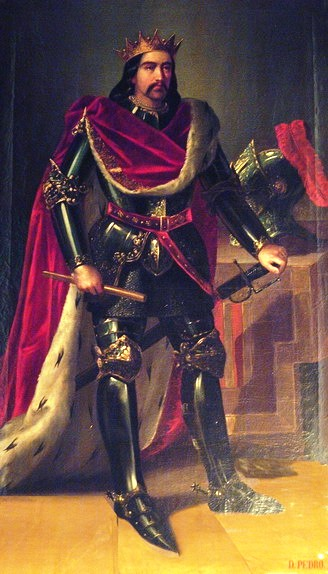
Педро II Католик 1196-1213 Король Арагона
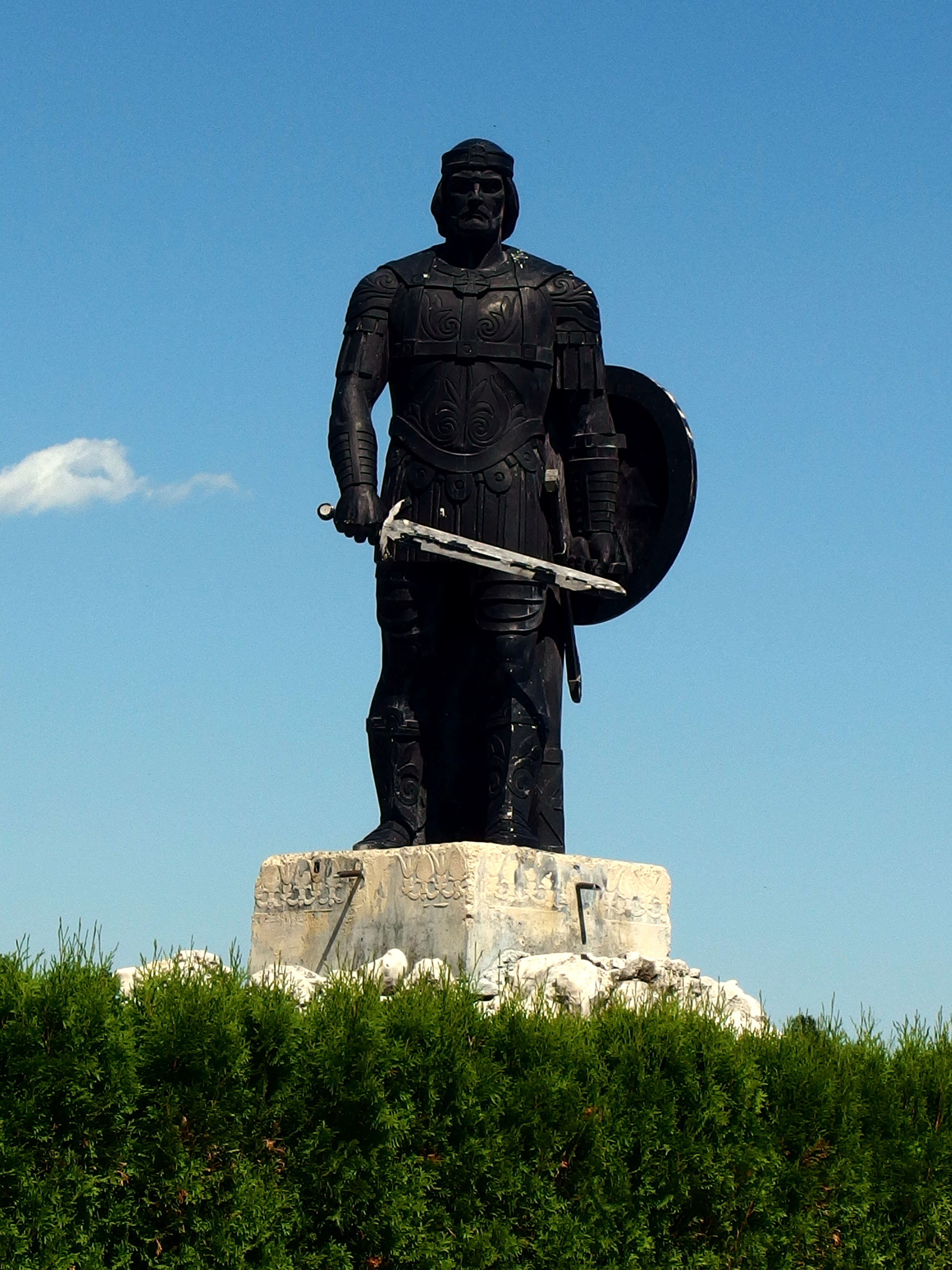
Калоян 1197-1207 Царь Болгарии
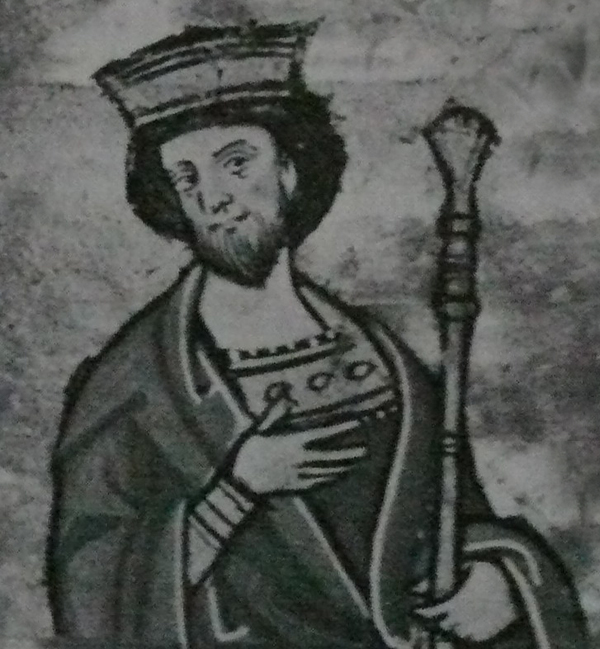
Пржемысл Отакар I 1198-1230 Король Чехии
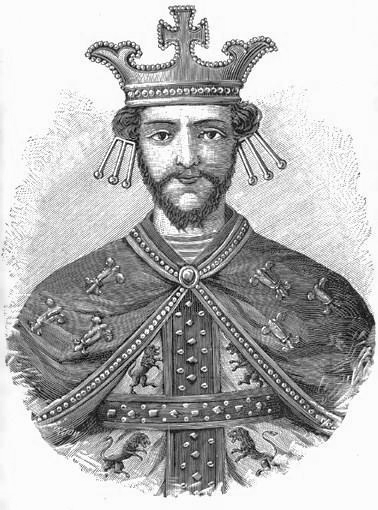
Левон II 1198-1219 Царь Киликии
Нин-цзун 1194-1224 Император Китая
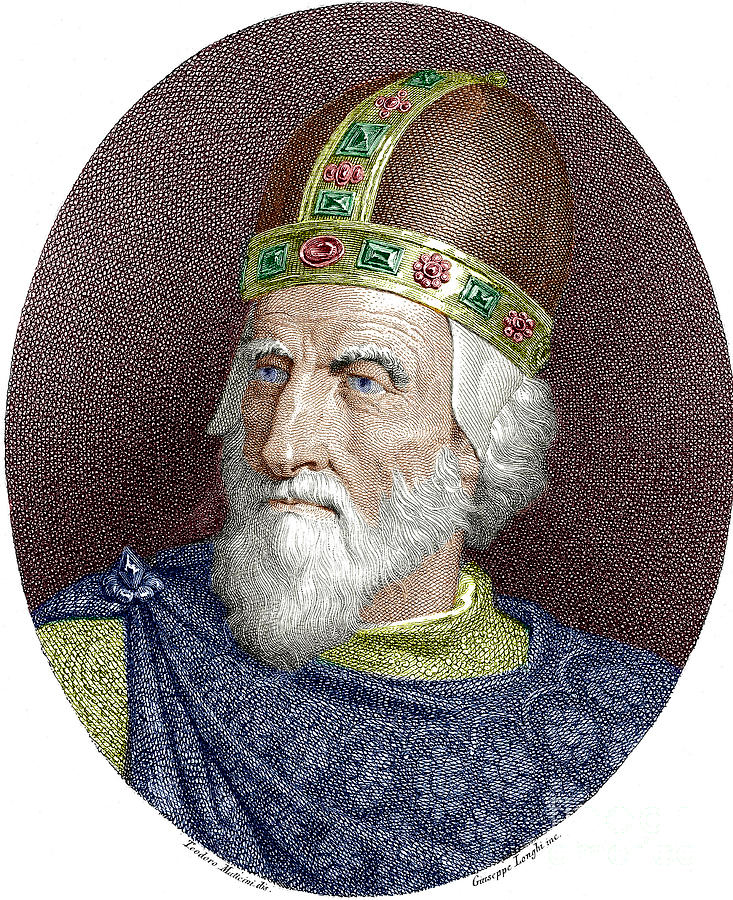
Энрико Дандоло 1192-1205 Дож Венеции
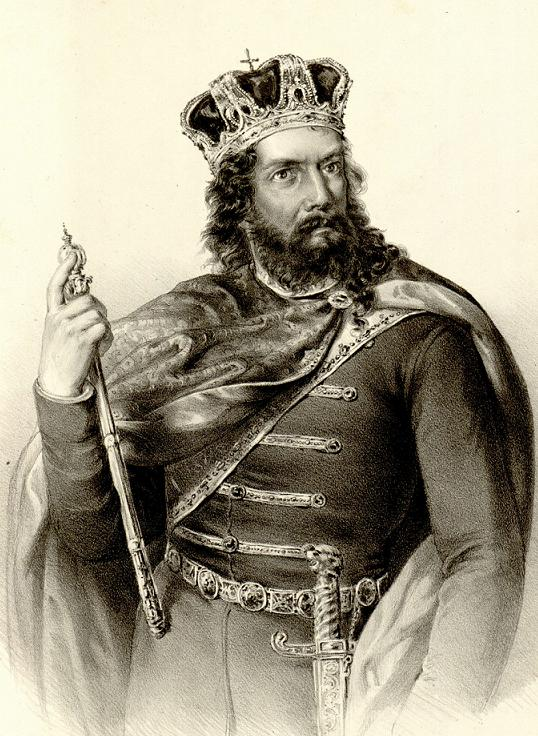
Стефан II  Неманич 1196-1202, 1204-1217 Великий жупан Рашки
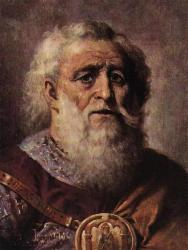
Мешко Старый 1199-1202 Князь Краковский
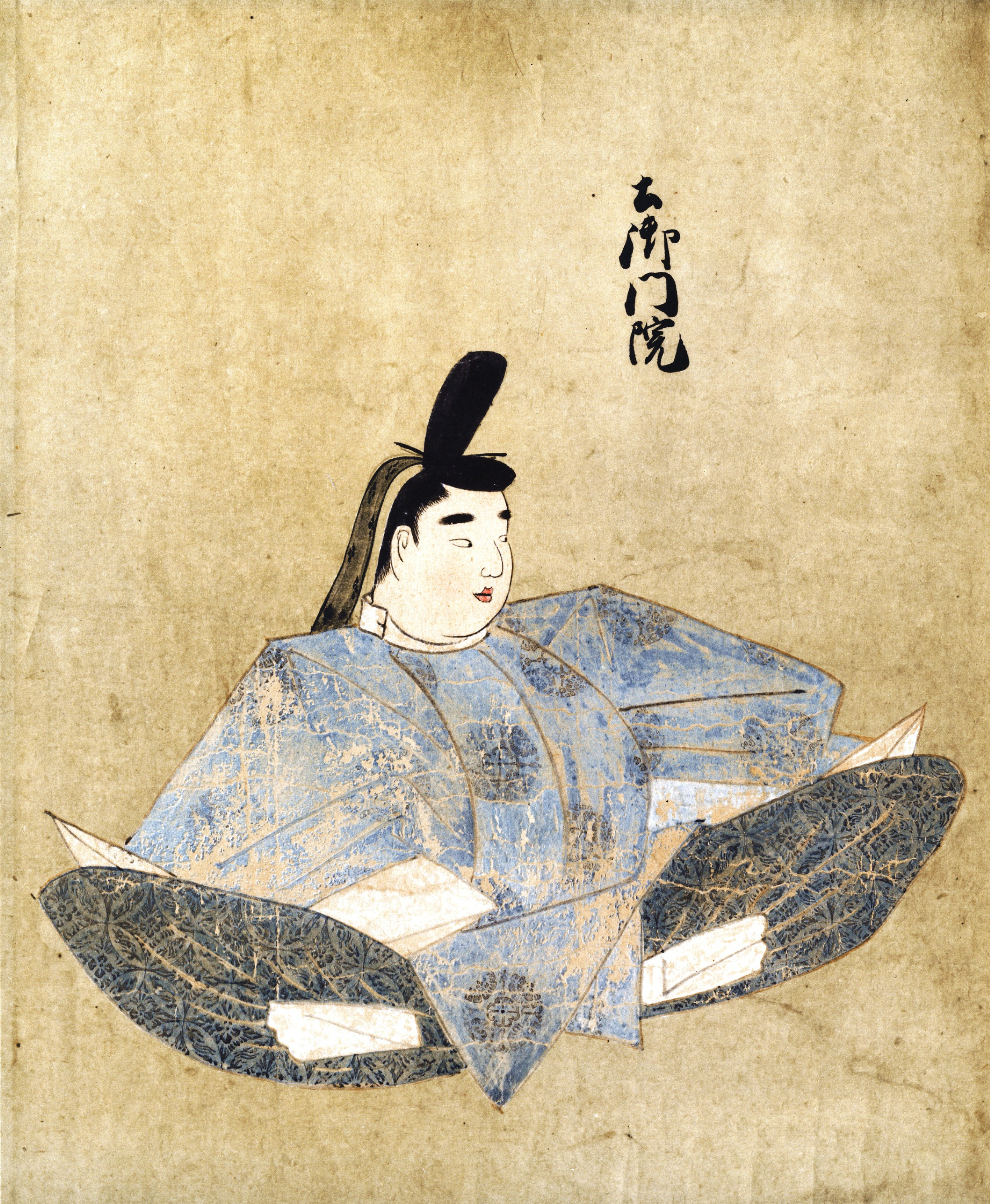
Цутимикадо 1198-1210 Император Японии
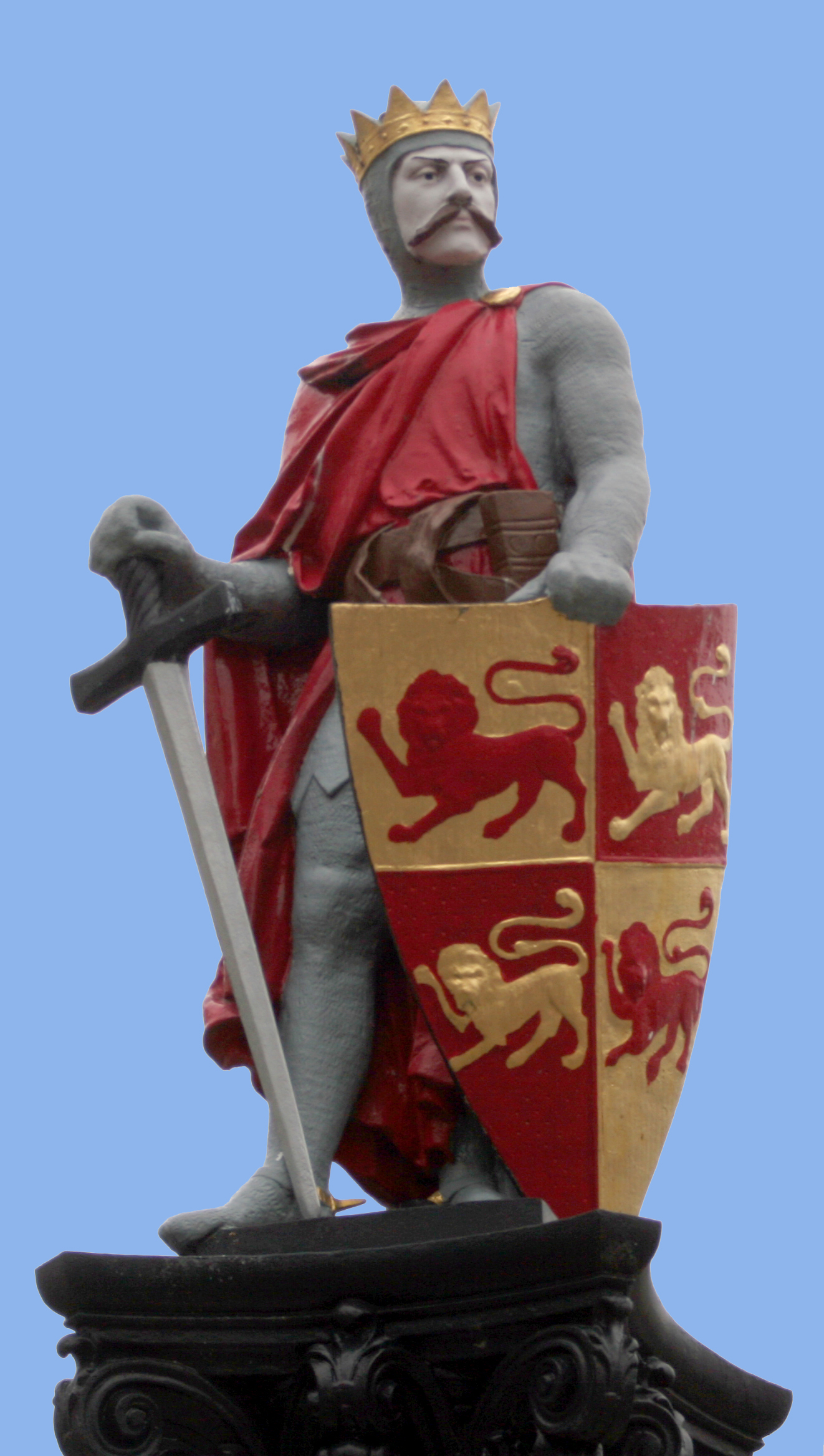
Лливелин Великий 1195-1240 Принц Гвинеда
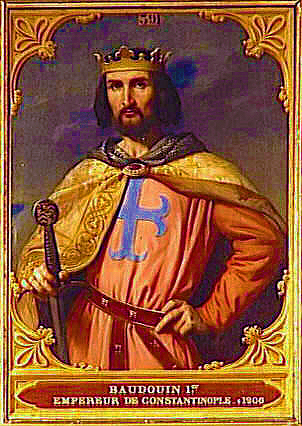
Бодуэн IX (VI) 1195-1205 Граф Фландрии и Эно
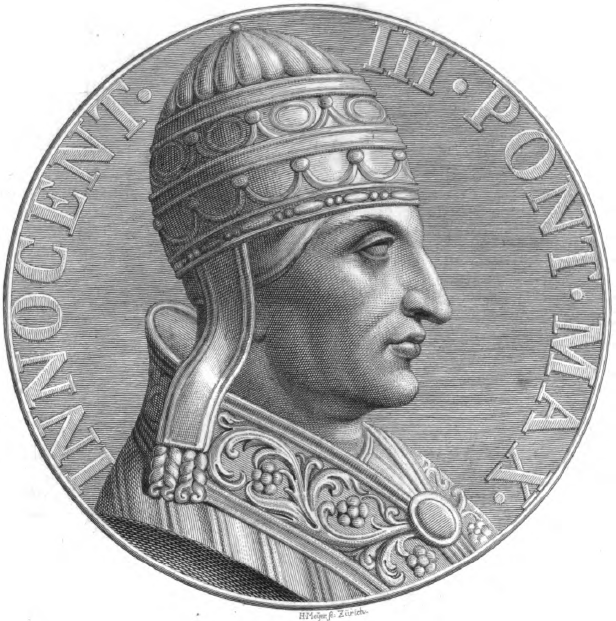
Иннокентий III 1198-1216 Папа римский